# Ostrovica (Bihać)
Ostrovica es un pueblo ubicado en el municipio de Bihać, en el cantón de Una-Sana, Bosnia y Herzegovina.

## Superficie
Posee una superficie de 5,15 kilómetros cuadrados.

## Demografía
Hasta 2013 la población era de 11 habitantes, con una densidad de población de 2,1 habitantes por kilómetro cuadrado.